# Bouar
Bouar – miasto w Republice Środkowoafrykańskiej, ośrodek administracyjny prefektury Nana-Mambéré. 39 205 mieszkańców (2012 szacunkowo).
Ośrodek regionu uprawy orzeszków ziemnych. W mieście znajduje się port lotniczy Bouar.

## Megality Bouar
Około 70 grup megalitów leży na terenie miasta oraz terenach położonych na północ i wschód o niego na terenie około 7500 km². 11 kwietnia 2006 zostały dodane przez UNESCO na Listę Wstępną w kategorii kulturowej.